# 拒絶反応
拒絶反応（きょぜつはんのう、拒否反応とも）とは、移植を行った後に起こる一連の生体反応である。
臓器移植が始まって以来最も問題となっていた部位であり、この反応を抑えるため事前に抗体免疫療法を行い、免疫をコントロールする案が移植の初期のころから考えられていた。
ES細胞、iPS細胞といった再生医療の発達によって将来、これらのマネジメントは大きく変わる可能性がある。

## 拒絶反応に対する対策
最初期の移植は血管吻合の技術が未熟だったため、そもそも手術そのものが成功したのかあいまいであったが、1923年にWilliamsonが「腎臓の自家移植と同種移植で全く異なった結果が起き、同種移植では腎臓は平均して術後4日間ほどしか良好な機能を営まなかった」と報告し、その後他の臓器でも一度は機能を再開した移植臓器がまもなく機能を喪失することが分かった。また、この拒絶反応の原因については、1942年から1953年にかけて皮膚移植実験などから拒絶反応は一種の免疫反応であると明らかになり、この免疫反応をどうするかについて様々な研究を重ねられ、1968年までに以下のような方法が考えられ、それを使用する問題点も次第に明らかになった。
免疫抑制剤の使用
6-MP（6-mercaptopurine）、もしくはイムラン（Imuran）の投与
元々はSchwartzとDameshekが本来は白血病の治療薬である6-mercaptopurine（6-MP）に免疫抑制作用があることを発見したのがきっかけで、その後1962年にCalen、Murray等が犬の腎移植実験これの変異体であるアザチオプリン（Azathioprine、商品名イムラン）を使用することで、元になった6-MPより効果が大きく且つ副作用が少ないと発表、その後イムランは移植研究を進める契機となり、免疫抑制剤として広く使用された。問題点として特に肝臓に害をなす副作用があるため、肝移植の場合これが長期生存を妨げる原因の一つとなった。
アクチノマイシンCもしくは同Dの投与
抗生物質のアクチノマイシンC、およびその一成分であるDには抗体生産抑制効果があるGoldberg とRabinowitzが報告した（1962年）が、どちらかというと「拒絶反応の予防」目的より、「起きてしまった場合の対処」として使われることが多かった。
副腎皮質ホルモン投与
1955年にHume等が副腎皮質ステロイドのコルチゾン、ACTH（副腎皮質刺激ホルモン）などを投与して抑制を図ろうとした。この時はほとんどその効果を認められなかったが、1963年にGoodwinがプレドニゾロンを大量投与で拒絶反応を軽減できると明らかにした。
異種抗リンパ球血清
Wacksman et al. (1961)及びSacks et al. (1964)は動物のリンパ球を異種動物に注入し、それより得られる抗リンパ球免疫血清を元の動物に注入すると血液中のリンパ球が減少するので、皮膚移植時の拒絶反応が抑制されると報告したが、1966年時点でも臨床的にはまだ使われなかった。
エックス線照射
1959年にFerrebeeとThomasが動物実験並びに臨床的に「全身のX線照射で免疫反応が抑えられる」と報告し、1957年から1959年までは唯一の移植免疫反応抑制法として広く行われたが、この効果を求めるためには全身に大量の線量（約300ラド）を浴びせる必要があるため、危険性から1966年までにあまり行われなくなり、どうしてもエックス線をこの目的で使用する場合は局所（腸骨窩と脾臓、もしくは移植臓器）に加減して100から200ラドを照射するようになっていた。
循環血放射線照射
Sr90やY90のβ線で流血中のリンパ球を選択的に（線源を何らかの方法で血管の近くに置く）破壊する方法で、1964年時点で動物実験段階だった。
抗原物質少量注入
リンパ節、脾臓、胸腺摘出。胸管瘻
リンパ節や胸腺は免疫にかかわる器官なので、これ（リンパ節は移植場所周辺のもの）を除去することで免疫抑制を狙った手術が行われたことがあるが、その後の調査でリンパ節は効果がはっきりせず、胸腺は効果がないと判明した。
脾臓を摘出すると急性拒絶反応が有意義に低くなるので、免疫抑制剤が発達してからも移植ではABO血液型不適合の移植の際にあらかじめ脾臓摘出を行うことが行われた。これはT細胞に依存しない抗体（主ににIgM）の産出場所が主に脾臓によるためで、抗体を生産するB細胞除去効果のあるリツキシマブを投与した場合は脾臓摘出を行わない場合もある。
胸管瘻はMcGregorとGowansがラット（1963年、1964年）、Samuelson et al. が犬（1963年）でリンパ球の減少と移植皮膚編の生着延長を認め、Tunner et al. (1966) が1965年に人間でも胸管ドレナージを志向して同じような効果を確認した。
いずれの方法による免疫抑制も確実ではなかったが、イムラン使用はそれでも移植研究を進めるうえで重要な役割を果たし、移植に免疫抑制剤を使用する方法が以後主流となっていった。さらに、後にT細胞だけを抑えれるシクロスポリンなど使い勝手の良いものが見つかっている。

## 固形臓器移植における拒絶反応
ドナーの固形臓器をレシピエント（ドナーから臓器を受け取る者）に移植すると拒絶反応が起こる。拒絶反応には超急性拒絶、急性拒絶、慢性拒絶の3つに分かれる。これらは異なるメカニズムで起こると考えられ、そのマネジメントも大きく異なる。移植に関しては移植 (医療)に詳しく記載。免疫抑制剤は急性拒絶の予防に用いられる。
超急性拒絶
超急性拒絶はレシピエントの既存抗HLA抗体を始めとした種特異的自然抗体による液性免疫によると考えられている。移植後24時間以内に発症し、血栓形成などが起こり、臓器虚血に至る。この過程は既存の体液性免疫によるものであるため、免疫抑制剤で抑制を行うことができない。血液型の適合で可能な限り予防を行う。超急性拒絶が起こった場合は速やかに移植臓器を摘出する。
急性拒絶
移植後1週間より3ヶ月位で起きる拒絶反応である。体液性免疫、細胞性免疫の両方が存在するが、主に問題となるのは細胞性免疫である。ドナー臓器の主要組織適合遺伝子複合体（MHC） classII抗原による抗原提示によって細胞性免疫が駆動される。これを防止する目的で移植後は免疫抑制剤の投与を行う他、血液型のABO型不適合の場合はあらかじめ脾臓摘出を行うケースもある。腎移植では、この反応が起こると腎腫大が起こるのが目安となる。予防できなかった場合は免疫抑制剤の増量を行う。免疫抑制が十分でない場合は急性液性拒絶が起こるといわれている。
慢性拒絶
移植後3ヶ月後以降に起こってくる。体液性免疫の影響と考えられているが、病態は不明である。一般的な免疫抑制剤は無効であり、発症した場合は再移植が検討される。腎移植の場合は、腎萎縮が起こることが目安とされている。副刺激の除去といった新しい免疫抑制剤は、慢性拒絶の治療を目標としている。

## GVHD
移植片対宿主病 (GVHD) とは、平たく言えば、造血幹細胞における拒絶反応である。GVHDとはドナー由来の免疫細胞が宿主を異物とみなす病態である。一般的な移植後の拒絶は、宿主の免疫細胞が移植片を異物とみなすという点で異なる。具体的な症状、マネジメントも下記に示すように異なる。
急性GVHD
移植後100日以内に発症するGVHDである。骨髄破壊的な移植の場合は移植後2 - 3週間後に好発し、60日以内の発症の場合が多いが、骨髄非破壊的な移植の場合は60日以降の発症も珍しくない。皮膚症状が初発となることが多いが、主な障害臓器は皮膚、消化管、肝臓である。重症度は皮疹の広がり、下痢の量、ビリルビン値の上昇により、重症度は決定される。少なくとも1つの臓器障害が48時間以上持続し、他の原因疾患が否定されたとき、急性GVHDと診断をすることができる。重要な鑑別として血栓性微小血管症 (TMA) が挙げられる。予防のため、通常は免疫抑制剤の投与を受けているが、それでも一定の確率で発症する。通常、骨髄移植ではヒト白血球型抗原 (HLA) のマッチングが行われているため、マイナーなHLA不適合によって起こると考えられている。治療はステロイドの投与である。
慢性GVHD
移植後100日以降に発症したGVHDを慢性GVHDという。発症時期によって区別されているが、急性GVHDとは異なる病態が考えられている。急性GVHDと比較してより多くの臓器を障害を受けること、しばしば自己免疫疾患に類似した病態となるのが特徴である。急性GVHDは移植片中の成熟T細胞が関与するのに対して、慢性GVHDは移植された造血幹細胞から分化、成熟したT細胞が関与すると考えられている。限局した軽い症状のみの慢性GVHDはステロイド外用などの局所療法で対応可能であるが、多くの臓器に障害が生じている場合や、単一臓器でも重篤な障害を有する場合は、全身的免疫抑制療法の適応となる。